# William Henry Sheppard

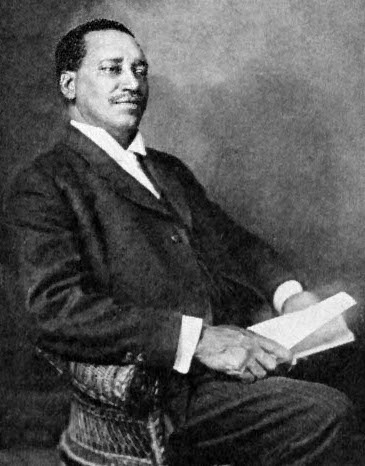
William Henry Sheppard, ca. 1917.

William Henry Sheppard (* 8. März 1865 in Waynesboro (Virginia); † 1927 in Louisville (Kentucky)) war einer der ersten afro-amerikanischen Missionare in Afrika.

## Leben

### Kindheit und Ausbildung
Sheppard war der Sohn eines ehemaligen Sklaven und einer „frei Geborenen“. Nach einer Lehre bei einem weißen Zahnarzt trat er mit zwölf Jahren in das Hampton Institute, eine Schule für schwarze Kinder, ein und ließ sich anschließend am Stillman College, einer presbyterianischen Ausbildungsstätte des Südens für schwarze Pfarrer und Missionare, zum Pastor ausbilden. Nach dem erfolgreichen Abschluss nahm er zunächst eine Stelle als Pastor an, drängte aber die Southern Presbyterian Church so lange, bis sie ihm gestattete, eine Mission in den Kongo zu beginnen. Aufgrund ihres rassistischen Vorurteils gab die Kirche seinem Anliegen erst dann statt, als ein weißer Missionar gefunden worden war, der offiziell die Leitung der Missionsstation übernehmen konnte. Seinen Lebensunterhalt verdiente er sich in dieser Zeit mit Feldarbeit und Jagd. Dadurch war er wohl besser auf seine neue Aufgabe vorbereitet als viele seiner weißen Kollegen.

### Missionar im Kongo

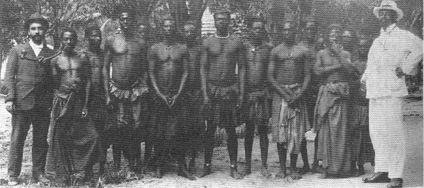
William Henry Sheppard (re.) mit Kuba-Augenzeugen während des Prozesses in Kinshasa, 1909.

1890 brach Sheppard unter Aufsicht des weißen Kollegen nach dem Kongo auf. Der belgische König Leopold II. hatte insbesondere US-amerikanische Missionare eingeladen, das Land zu erschließen. Innerhalb von drei Jahren baute Sheppard in Luebo in der oberen Kasai-Region, ca. 1000 km von Leopoldville entfernt, eine Missionsstation auf. Zugleich erwarb er sich einen legendären Ruf als Reisender und Großwildjäger.
1892 betrat er als erster Ausländer die Hauptstadt des Kuba-Reiches, das bis dahin streng gegen den Zutritt von außen abgeschottet war. Wegen seiner schwarzen Hautfarbe blieb er jedoch am Leben und durfte 4 Monate unter den Kuba leben, seine Berichte von dort sind bis heute wertvolle Quellen, da ihnen der häufig von weißen Beobachtern eingenommene latent rassistische Standpunkt fehlt.
Auf längerem Heimaturlaub, wurde Sheppard zum Publikumsmagneten durch Vorträge über seine Reise. Aus dem Besuch bei den Kuba schlussfolgerte Sheppard, dass die Wiege der Menschheit in Afrika liegen würde. Obwohl Sheppard den westlichen Imperialismus in Afrika niemals grundsätzlich in Frage stellte, griff er doch öffentlich die von der belgischen Regierung geduldete Misshandlung und Ausbeutung von Afrikanern durch belgische Geschäftsinteressen an. Sheppard legte viele Missstände offen und trug auf bedeutsame Weise dazu bei, die Haltung und Einstellung von Schwarzamerikanern dem Kontinent Afrika gegenüber zu verändern.
Für seine Verdienste als Reisender im damals noch kaum erforschten Kongo wurde Sheppard als Mitglied der Royal Geographical Society aufgenommen.
1899 wurde Sheppard von seiner Kirche in das Gebiet der Kuba geschickt, um die dort von einheimischen Zappo-Zap-Söldnern im Auftrag der Compagnie du Kasai (CK) verübten Massaker zu dokumentieren. Die Kuba weigerten sich, Kautschuk zu ernten oder Steuern zu zahlen. Mit einer Kamera konnte Sheppard den Völkermord an den Kuba fotografieren. Seine Bilder dokumentierten die Kongogräuel und trugen dazu bei, dass die Compagnie du Kasai und der belgische König Leopold II. später unter starken politischen Druck gerieten und die Privat-Kolonie des Königs 1908 vom belgischen Staat übernommen wurde.

### Prozess und Rückkehr
1909 wurde Sheppard von der Compagnie du Kasai wegen eines Zeitungsartikels angeklagt, in welchem er detailliert den Völkermord am Kuba-Volk durch die Kautschukfirma schilderte. Diese Vorwürfe waren von der internationalen Presse aufgegriffen worden, der Aktienkurs der Compagnie dadurch stark gesunken, die Compagnie wollte ein Exempel statuieren. Angesichts der völlig korrupten Justiz war eine Verurteilung zu einer langjährigen Haftstrafe im Kongo so gut wie sicher. Das Verfahren war der erste Gerichtsprozess zwischen einem multinationalen Unternehmen und einem Menschenrechtsaktivisten. In Europa und in den USA war die Stimmung in der Öffentlichkeit in der Zwischenzeit so aufgeheizt und feindlich gegenüber dem belgischen König Leopold II. und den Kautschukfirmen, dass Sheppard freigesprochen werden musste.
1910 ging Sheppard endgültig zurück in die USA und wurde dort als „Held des Kongo“ gefeiert. Die letzten 17 Jahre seines Lebens verbrachte Sheppard als Pastor einer kleinen schwarzen Gemeinde in Louisville, Kentucky.